# Xe ngựa

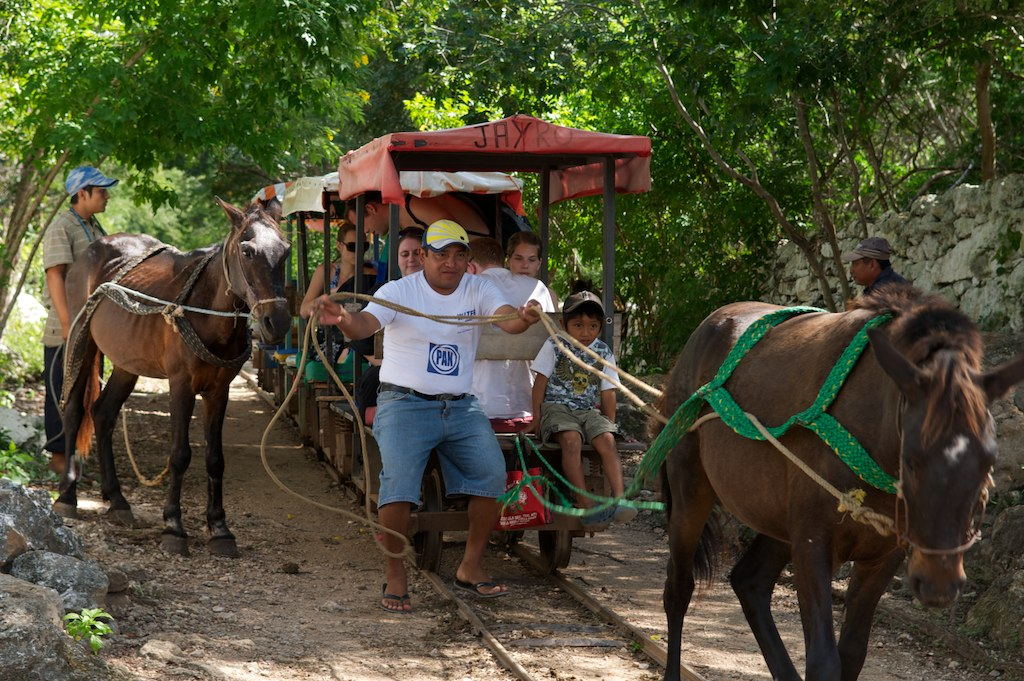
Xe ngựa đầu tiên tại mexico

Xe ngựa là loại xe thô sơ do ngựa kéo. Nó đã có mặt trên thế giới rất lâu về trước. Xe ngựa được sử dụng trong việc vận chuyển người đi lại và hàng hóa. Xe ngựa thường do một đến hai con ngựa kéo, được một người ngồi trước điều khiển. Xe còn có thể được gắn thêm khoang chở hành khách được trang bị nội thất đẹp, sang trọng. Hiện nay loại xe này không còn được dùng nhiều như trước nữa, nên ở một số nơi rất khó để có thể nhìn thấy nó.